# 瓦恩蘭 (佛羅里達州)
瓦恩蘭（英語：Vineland）是位於美國佛羅里達州橙縣的一個非建制地區。該地的面積和人口皆未知。

## 地理
瓦恩蘭的座標為28°23′43″N 81°30′11″W / 28.39528°N 81.50306°W，而該地的平均海拔高度為38米（即125英尺）。